# Iraota boholica
Iraota boholica är en fjärilsart som beskrevs av Hans Fruhstorfer 1907. Iraota boholica ingår i släktet Iraota och familjen juvelvingar. Inga underarter finns listade i Catalogue of Life.